# Nathan Lake
Nathan Lake (* 3. Juli 1992 in Cheltenham) ist ein englischer Squashspieler.

## Karriere
Nathan Lake begann seine Karriere im Jahr 2010 und gewann bislang neun Turniere auf der PSA World Tour. Seine höchste Platzierung in der Weltrangliste erreichte er mit Rang 22 am 4. März 2024. 2016 qualifizierte er sich erstmals für die Weltmeisterschaft, bei der er in der ersten Runde ausschied. Bei der Europameisterschaft 2011 erreichte er das Achtelfinale, in dem Nicolas Müller in drei Sätzen unterlag. Mit der englischen Nationalmannschaft gelang ihm 2022 der Titelgewinn bei den Europameisterschaften. Er gehörte auch zum englischen Aufgebot bei den Weltmeisterschaften 2024, bei denen er nach einer Finalniederlage gegen Ägypten Vizeweltmeister wurde.
Lake ist mit der ehemaligen US-amerikanischen Squashspielerin Haley Mendez verheiratet.

## Erfolge
- Vizeweltmeister mit der Mannschaft: 2024
- Europameister mit der Mannschaft: 2022
- Gewonnene PSA-Titel: 9